# چپلاره
چپلاره شهری در استان اسمولیان کشور بلغارستان است که جمعیت آن در سال ۲۰۰۱ میلادی ۵٬۶۳۳ نفر بوده‌است.